# Montégut-en-Couserans
Montégut-en-Couserans település Franciaországban, Ariège megyében. Lakosainak száma 73 fő (2022. január 1.). Montégut-en-Couserans Montgauch, Moulis és Saint-Lizier községekkel határos.

## Népesség
A település népességének változása:
| Lakosok száma | 84   | 51   | 55   | 70   | 65   | 68   | 76   | 78   | 78   | 73   |
|               | 1968 | 1982 | 1990 | 2006 | 2013 | 2015 | 2017 | 2019 | 2020 | 2022 |